# Akihiro Hyodo
Akihiro Hyodo (født 12. maj 1982) er en japansk fodboldspiller, som spiller for den japanske fodboldklub Shimizu S-Pulse.